# Prefetti della provincia di Terni
Elenco completo dei prefetti della provincia di Terni dal 1926.

## Regno d'Italia
- Michele Internicola (16 febbraio 1926 - 15 settembre 1927)
- Giovanni Battista Marziali (16 settembre 1927 - 14 settembre 1928)
- Enrico Cavalieri (15 settembre 1928 - 15 luglio 1929)
- Dino Borri (16 luglio 1929 - 9 agosto 1930)
- Antonio La Pera (10 agosto 1930 - 30 giugno 1933)
- Giovanni Maria Formica (1º luglio 1933 - 31 dicembre 1934)
- Giovanni Selvi (1º gennaio 1935 - 30 giugno 1937)
- Alberto Varano (1º luglio 1937 - 20 agosto 1939)
- Antonio Antonucci (21 agosto 1939 - 24 ottobre 1943)
- Pietro Faustini (25 ottobre 1943 - 24 gennaio 1944)
- Vittorio Ortalli (25 gennaio 1944 - giugno 1944)
- Umberto Gerlo (giugno 1944 - 31 ottobre 1945)
- Francesco Mauro (1º novembre 1945 - 13 dicembre 1952)

## Repubblica italiana
- Francesco Cigliese (14 dicembre 1952 - 21 ottobre 1956)
- Girolamo Speciale (22 ottobre 1956 - 7 ottobre 1958)
- Salvatore Ferro (8 ottobre 1958 - 19 novembre 1961)
- Francesco Joannin (20 novembre 1961 - 2 settembre 1962)
- Silvio Marchegiano (15 settembre 1962 - 13 aprile 1966)
- Paolo Forte (14 aprile 1966 - 11 settembre 1969)
- Salvatore Li Gotti (10 dicembre 1969 - 31 gennaio 1976)
- Ugo Godano (20 marzo 1976 - 19 settembre 1977)
- Enrico Parodi (16 gennaio 1978 - 15 luglio 1978)
- Giuseppe Basile (16 luglio 1979 - 30 novembre 1981)
- Federico Filippo De Marinis (1º dicembre 1981 - 9 luglio 1987)
- Isidoro Galluccio (10 luglio 1987 - 30 aprile 1992)
- Mario Palmiero (9 novembre 1992 - 31 agosto 1993)
- Giuseppe Civitate (1º settembre 1993 - 14 maggio 1997)
- Francesco Raiola (15 maggio 1997 - 6 dicembre 2001)
- Alessandro Morganti (7 dicembre 2001 - 14 luglio 2003)
- Gianni Ietto (28 luglio 2003 - 30 settembre 2006)
- Sabatino Marchione (4 gennaio 2007 - 17 agosto 2009)
- Augusto Salustri (18 agosto 2009 - 31 marzo 2012)
- Vittorio Saladino (5 aprile 2012 - 9 agosto 2013)
- Gianfelice Bellesini (1º settembre 2013 - 4 ottobre 2015)
- Angela Pagliuca (11 gennaio 2016 - 31 agosto 2017)
- Paolo De Biagi (1º settembre 2017 - 29 luglio 2019)
- Emilio Dario Sensi (25 novembre 2019 - 31 marzo 2022)
- Giovanni Bruno (dal 9 maggio 2022)
- Antonietta Orlando (dal 7 ottobre 2024)